# Sussanna Michailowna Karpatschowa
Sussanna Michailowna Karpatschowa (russisch Сусанна Михайловна Карпачёва; * 16. Apriljul. / 29. April 1910greg. in Moskau; † 2. Juni 1998 ebenda) war eine sowjetische bzw. russische Chemikerin.

## Leben
Karpatschowas Eltern waren Zahnärzte. Der Vater starb 1919 an Typhus. Aus gesundheitlichen Gründen lernte sie zu Hause, wobei ihr ein entfernt verwandter Medizinstudent half. Mit 14 Jahren kam sie in die Schule in die 7. Klasse und war eine der besten Schülerinnen.
Nachdem Karpatschowa wegen ihrer bürgerlichen Herkunft am Karpow-Technikum abgelehnt worden war, konnte sie an der Moskauer Technischen Hochschule das Studium in der Chemie-Fakultät beginnen. Nach der Neuordnung der Hochschulen kam sie an das Moskauer Chemisch-Technische Institut (MChTI). Am Emde des 3. Jahreskurses absolvierte sie 1930 ihr Praktikum im Koks-Chemie-Werk in Altschewsk, wo sie den Verkokungsprozess kennenlernte. Vor dem Abschluss des Studiums 1931 am Lehrstuhl für pyrogene Prozesse war sie im Praktikum in der Kokerei in Kertsch als Schichtleiterin verantwortlich für die korrekte  Funktion der Öfen einschließlich der US-amerikanischen Koppers-Öfen.
Darauf arbeitete Karpatschowa zunächst im Moskauer Kokschemie-Werk und dann im Forschungsinstitut des Erdgas-Unternehmens Giprogas. Sie eröffnete 1933 das erste Laboratorium für Rußherstellungsforschung, worauf sie als Königin des Rußes bekannt wurde.
Während des Deutschen Angriffskriegs gegen die Sowjetunion führte Karpatschowa als Direktorin im Krutjanski-Rußwerk im Lager Uchtischimlag bei Uchta durch. Dort lernte sie ihren künftigen zweiten Mann Jewgeni Iwanowitsch Rjabtschikow kennen, der Journalist und nun Häftling dort war. Infolge dieser Beziehung verlor sie das Direktorenamt und das Recht, selbständig zu arbeiten. Auf Anweisung des NKWD-Vizevolkskommissars Awraami Sawenjagin wurde sie im Sommer 1943 nach Norilsk versetzt. Ihr gelang dabei auch die Verlegung Rjabtschikows dorthin, wo er wieder journalistisch tätig werden konnte. Die Ergebnisse ihrer experimentellen Untersuchungen zur Verbesserung der Ruß-Produktionstechnologie unter den Bedingungen des hohen Nordens fasste sie in ihrer Dissertation über Prozesse zur Erzeugung von Gas-Ruß zusammen, die sie 1944 mit Erfolg für die Promotion zur  Kandidatin der technischen Wissenschaften verteidigte.
Ab 1945 arbeitete Karpatschowa beim Sowjetischen Atombombenprojekt mit und zwar zunächst in der Ersten KGB-Hauptverwaltung (PGU) und dann im Forschungsinstitut Nr. 9, das später das nach Andrei Botschwar benannte Forschungsinstitut für Anorganische Materialien wurde. Ihre Arbeiten zur Verwendung von Sauerstoff-Isotopen für die Untersuchung verschiedener chemischer Prozesse bildeten die Grundlage ihrer Doktor-Dissertation, die sie mit Erfolg für die Promotion zur Doktorin der chemischen Wissenschaften verteidigte.
Zusammen mit Adrian Michailowitsch Rosen entwickelte Karpatschowa Prozesse für  die Gewinnung von Schwerem und überschwerem Wasser und verschiedene Pulsationsapparate. Zur Produktion von Schwerem Wasser wurde eine Industrieanlage mit Rektifikationskollonnen mit 4,7-m-Durchmesser in Norilsk errichtet.
Ab 1950 untersuchte Karpatschowa Methoden zur Uran-Extraktion. Zusammen mit Max Volmer schlug sie vor, Tri-n-butyl-phosphat (TBP) für die Extraktion von Uran und Plutonium ohne den Zusatz von Mineralsalzen zu verwenden und dann Syntin als Verdünner einzusetzen. Dafür bereitete sie mit ihren Kollegen eine Patentanmeldung vor, was jedoch abgelehnt und nur als Rationalisierungsvorschlag registriert wurde. Das vorgeschlagene TBP-Verfahren wurde sofort akzeptiert und eingesetzt. 20 Jahre später meldeten in den USA Herbert H. Anderson und Larned B. Asprey im Metallurgy Laboratory der University of Chicago im Rahmen des Manhattan-Projekts mit Erfolg ein Patent für das TBP-Verfahren an.

## Ehrungen, Preise
- Staatspreis der UdSSR
- Preis des Ministerrats der UdSSR